# Mycerinopsis lineatus
Mycerinopsis lineatus là một loài bọ cánh cứng trong họ Cerambycidae.